# موتو 360
Moto 360 هي ساعة ذكية تعمل بنظام أندرويد وير تم الإعلان عنها من قبل شركة موتورولا للهواتف النقالة في 2014.
اعلنت في مارس 18، 2014 واطلقت في أسواق الولايات المتحدة الأمريكية في سبتمبر 5، 2014 إضافة إلى Moto Hint ونماذج جديدة من موتو إكس (الجيل الثاني) و Moto G [الإنجليزية].

## الأجهزة والتصميم
يستند شكل Moto 360 على عامل التصميم الدائري التقليدي للساعات. وتستخدم شاشة دائرية تعمل باللمس، بالإضافة إلى غلاف صلب وعصابة معصم قابلة للإزالة. وتم التأكيد على ان الساعة مضادة للماء وتحتوي على شحن Wireless Qi [الإنجليزية] (جهاز يقوم بالشحن من دون وصلات على بعد يصل إلى 4سم). كما تحتوي الساعة على جهاز استشعار الضوء المحيط وجهاز استشعار معدل نبضات القلب.
ولكن قد تكون Moto 360 أكثر غلاضة من الساعات الذكية الأخرى التي تعمل بنظام Android Wear حاليا.
الساعة تدعم الشحن ب Wireless Qi، وتحتوي على زر ضغط واحد فقط، محرك اهتزازي، جهاز استشعار نبضات القلب وشهادة علامة الحماية العالمية في مقاومة الغبار والماء.

## البرمجيات
الساعة تعمل على نظام أندرويد وير، وهو نسخة من نظام اجهزة Google النقالة المشهورة Android mobile والتي صممت خصيصا لسوق الاجهزة الملبوسة. فهي تدمج بنظام Google Now وتتشابة مع نظام Android 4.3 للهواتف الذكية أو اعلى في مايخص التنبيهات ووالتحكم في المميزات العديدة.